# 오큐우토

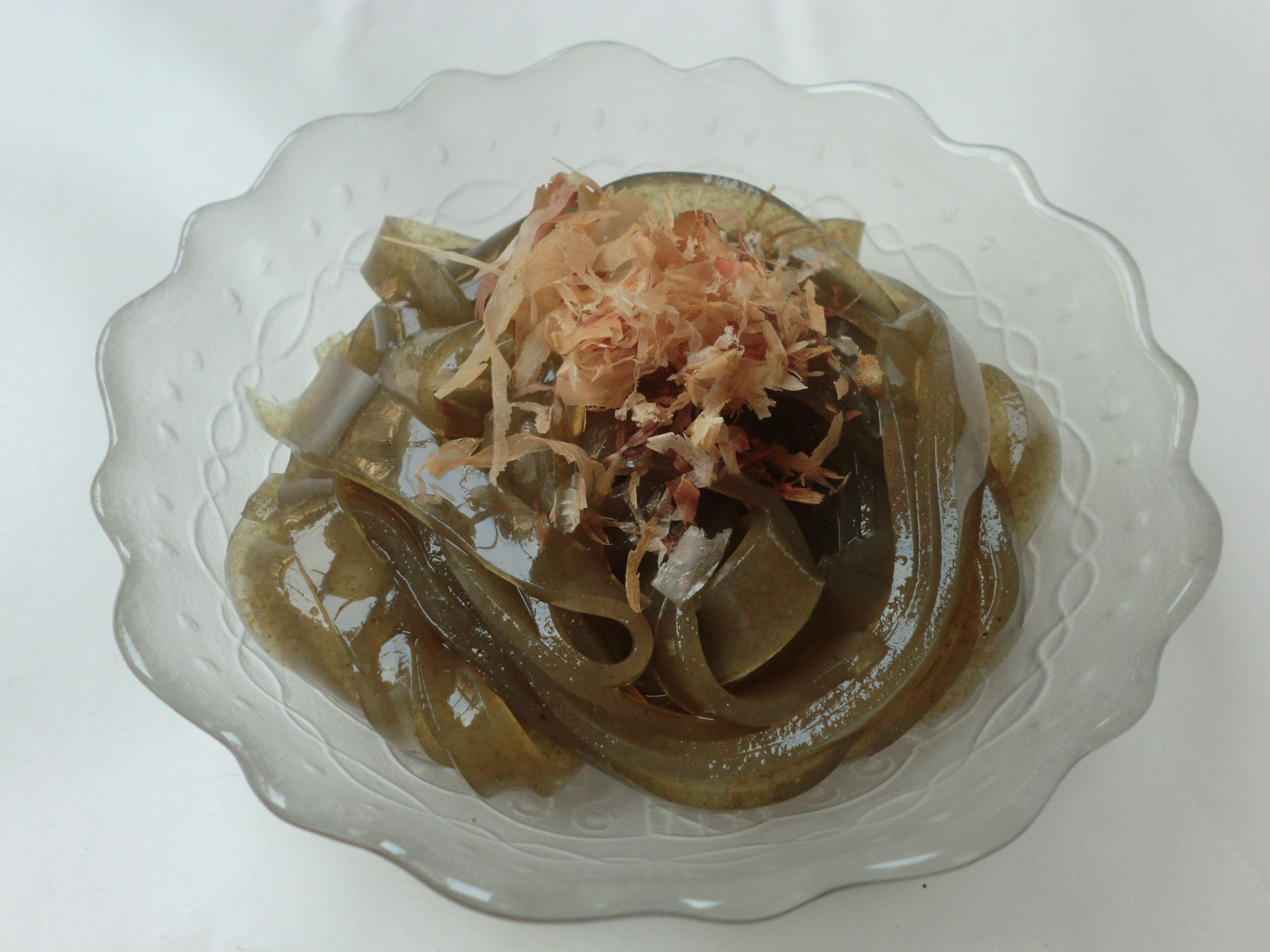
오큐우토

오큐우토(おきゅうと)는 일본 후쿠오카현 후쿠오카시를 중심으로 소비되는 해조류 가공 식품이다. 한자로는 「お救人」, 「浮太」, 「沖独活」 등으로도 표기된다.
성분은 약 96.5%가 수분으로 구성되어 있으며, 나머지는 단백질 0.4%, 탄수화물 3%, 회분 0.2%로 식이섬유가 풍부하다.

## 역사
오큐우토의 역사는 고대로 거슬러 올라간다고 여겨진다.
과거 하카타만을 중심으로 한 후쿠오카 및 규슈 북부 지역은, 아즈미 족을 비롯한 고대 일본의 해운을 담당하던 해양 민족의 거점이었다. 오큐우토는 이 시기에 이들에 의해 소비된 것이 기원으로 여겨진다.
고대 말기에 아즈미 족이 이주한 나가노현 아즈미노시에서는 내륙 지역임에도 불구하고, 오큐우토와 거의 동일한 해조류 식품이 '에고(エゴ)'라는 이름으로 현재까지도 소비되고 있다. 이러한 점으로 미루어 보아, 해양 민족이었던 규슈 지역 사람들에게 오큐우토는 특히 신성한 음식으로 여겨졌던 것으로 보인다.
에도 시대의 『치쿠젠국산물장(筑前国産物帳)』에서는 ‘우케우토(うけうと)’라는 이름으로 소개되어 있다. 원래는 후쿠오카시 하카타 지역에서 소비되었지만, 이후 후쿠오카시 전체와 규슈 각지로 퍼졌다. 후쿠오카시 내에서는 매일 아침 행상이 판매하며, 1997년경에는 전문 제조·도매상이 약 10곳 존재하였다.
후쿠오카현 내에서는 1990년대부터 원재료인 에고노리의 흉작이 계속되어, 2000년대에는 이시카와현 와지마시 등지에서 원재료를 조달하고 있다.

## 제조 및 섭취 방법

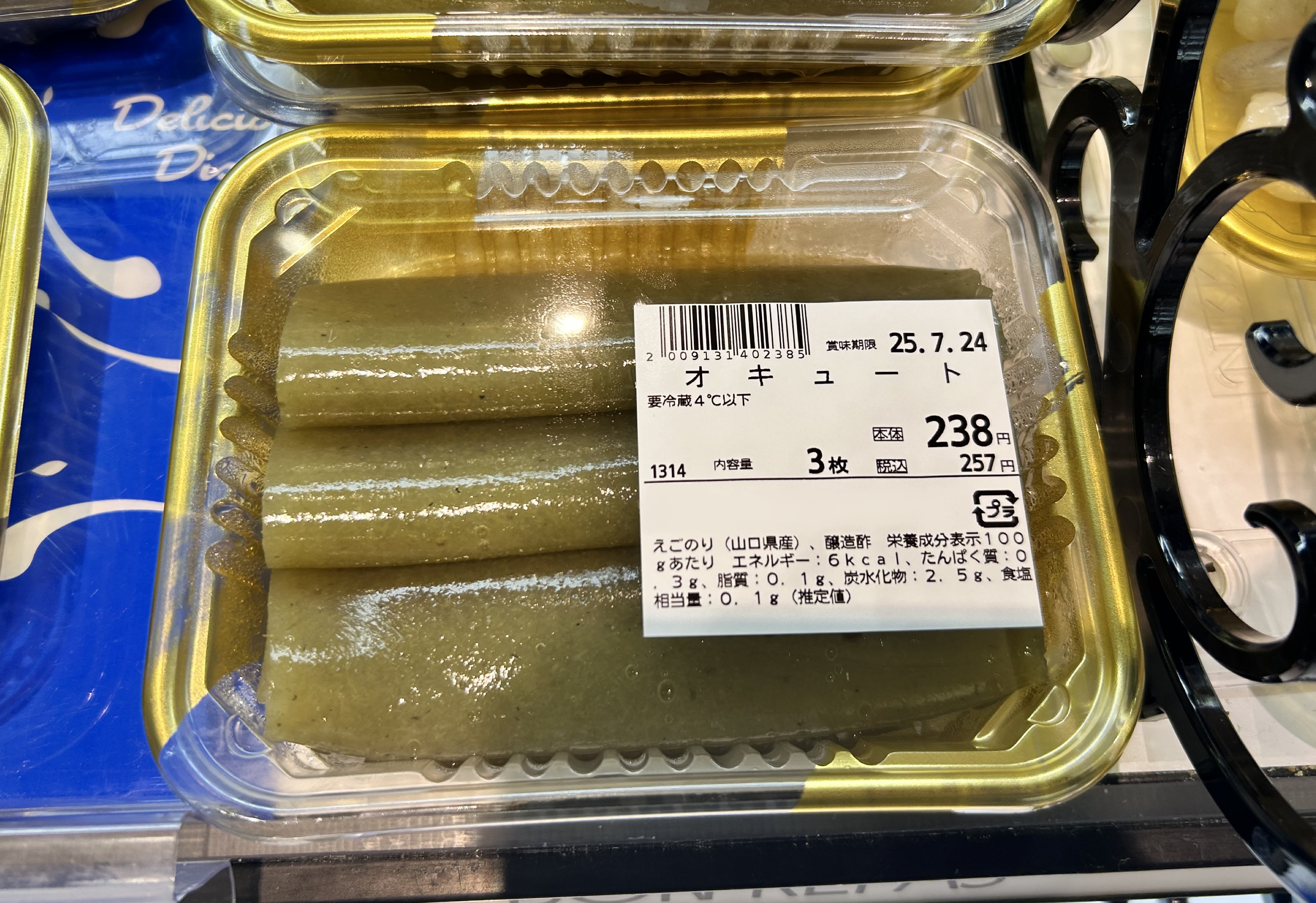
판매되는 오큐우토

원재료는 에고노리(‘에고쿠사’, ‘오큐우토쿠사’, 하카타에서는 ‘마구사’)와 오키텐(이기스, 하카타에서는 케보), 텡구사 등이 사용된다. 이들을 각각 물로 세척하고 상태를 보아가며 천일건조를 1회에서 5회 반복한다. 수율은 약 70%이지만, 이 공정을 생략하면 풍미가 떨어지고 색상이 검게 나온다. 텡구사는 향이 약해지므로, 가정용의 경우 세척 횟수를 줄이기도 한다.
이후 건조한 에고쿠사와 오키텐을 약 7:3 또는 6:4의 비율로 혼합하여 잘 두드린다. 식초를 넣고 끓여서 용해한 후 체에 걸러, 코반형(소형 타원형)으로 성형하고 실온에서 굳힌다. 하카타에서는 이 코반형 오큐우토를 둥글게 말아 판매하는 경우도 있다.
품질의 좋고 나쁨은 색상과 질감으로 구분하며, 엷은 갈색에 쫀득함이 있는 것이 좋은 것으로 여겨지고, 검은 갈색 계열은 선호되지 않는다. 녹색을 띠는 제품 중에는 오큐우토로 판매되지만 실제로는 에고쿠사가 전혀 사용되지 않고 텡구사가 주재료인 경우가 있으며, 이는 ‘도코로텐’으로서 오큐우토가 아니다.
앞서 언급한 바와 같이, 니가타현이나 나가노현에서는 에고쿠사만을 원료로 하여, 오큐우토와 같은 제조 방식의 ‘이고네리(いごねり, 에고네리, 에고, 이고)’가 소비된다. 오큐우토와의 제조상의 차이는 에고쿠사를 천일건조하지 않으며 오키텐을 사용하지 않는 점이다.
섭취 시에는 약 5mm에서 1cm 너비로 썰어, 가쓰오부시 위에 간 생강이나 송송 썬 파 등의 약미를 올린 후, 생간장, 겨자간장, 폰즈 간장, 참깨 간장 등과 함께 먹는다. 주로 아침 식사 때 소비된다.

## 어원
어원에 대해서는 여러 설이 있으며,
- 바다에서 채취한 우도(ウド)에 기인했다는 설
- ‘큿’ 하고 짜내는 조리 방법에서 유래했다는 설
- 교호(享保) 대기근 시기에 만들어져 ‘구인(救人)’이라 불렸다는 설
- 어부에게 제조법을 배워 ‘해양인(沖人)’이라는 뜻이 되었다는 설

등이 있다.

## 참고문헌
1. 1 2 3 4 5 6  楠, 喜久枝 (1984). 《福岡県の郷土料理》 (일본어). 同文書院.
2. ↑  “AgriKnowledgeシステム”. 2025년 8월 2일에 확인함.
3. 1 2 3  “穂高神社に息づく、九州魂。 フジドリームエアラインズ(FDA)”. 2025년 8월 2일에 확인함.
4. 1 2  “おきゅうと 福岡県 | うちの郷土料理：農林水産省”. 2025년 8월 2일에 확인함.